# نقش برجسته (سنگ نگاره)

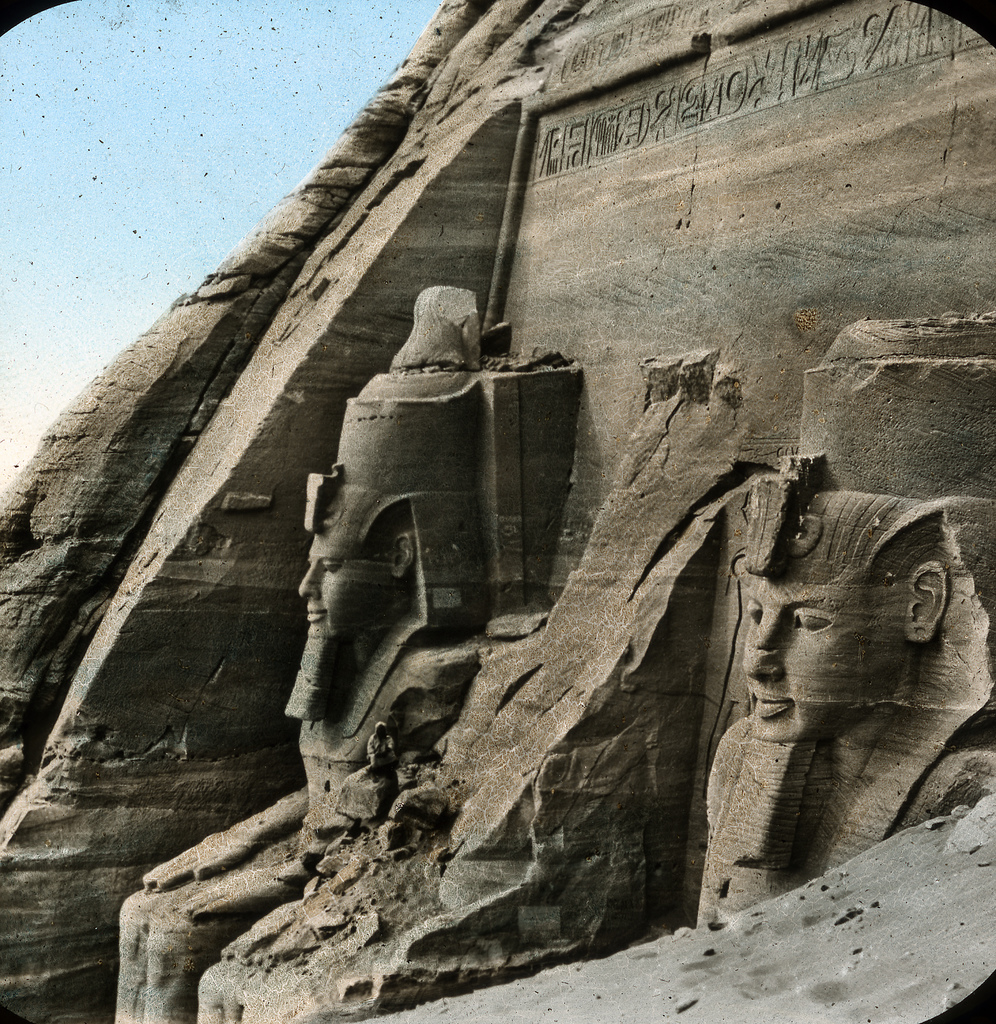
دو نقش برجسته از ابو سمبل پیش از جابجایی

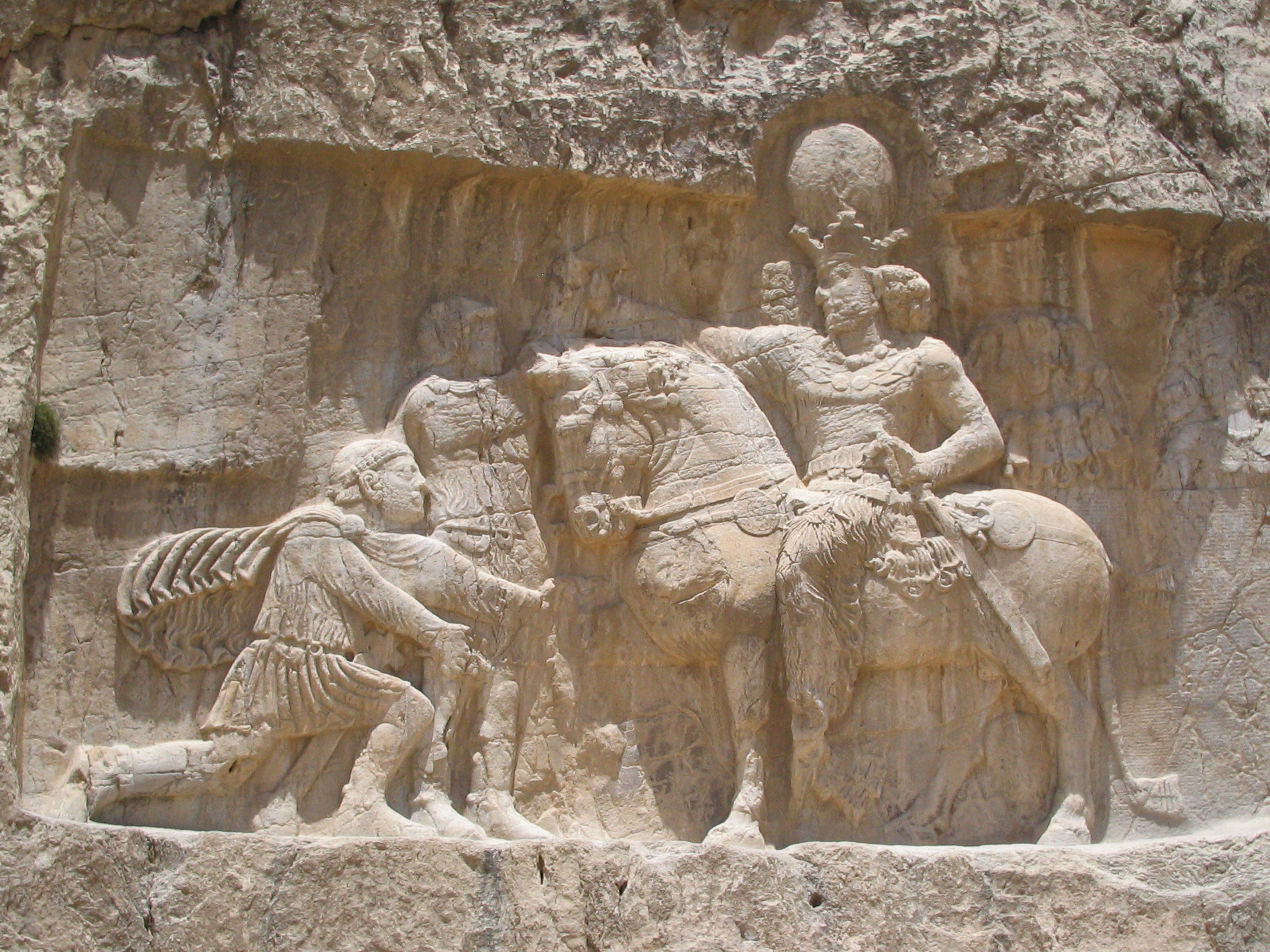
پیروزی شاپور اول ساسانی بر امپراتور روم والرین و فیلیپ عرب در نقش رستم

سنگ نگاره یا نقش برجسته بر روی سنگ، یک اثر حجاری نقش برجسته یا کنده کاری بر روی سنگ (بعنوان مثال یک صخره طبیعی) می‌باشد . این اثر نوعی «هنر سنگی» شناخته می‌شود. سنگ نگاره به صورت تاریخی بیشتر توسط مردم باستان ایجاد می‌شده‌است. سنگ نگاره‌های بسیاری توسط فرهنگ‌های گوناگون در سراسر تاریخ بشر و در نقاط مختلی از دنیا (مانند مصر، میانرودان، تمدن عیلام و پارس) پدید آمده‌اند. سنگ نگاره‌ها به‌طور ویژه در هنر خاور نزدیک باستان از اهمیت بسیاری برخوردار هستند. 

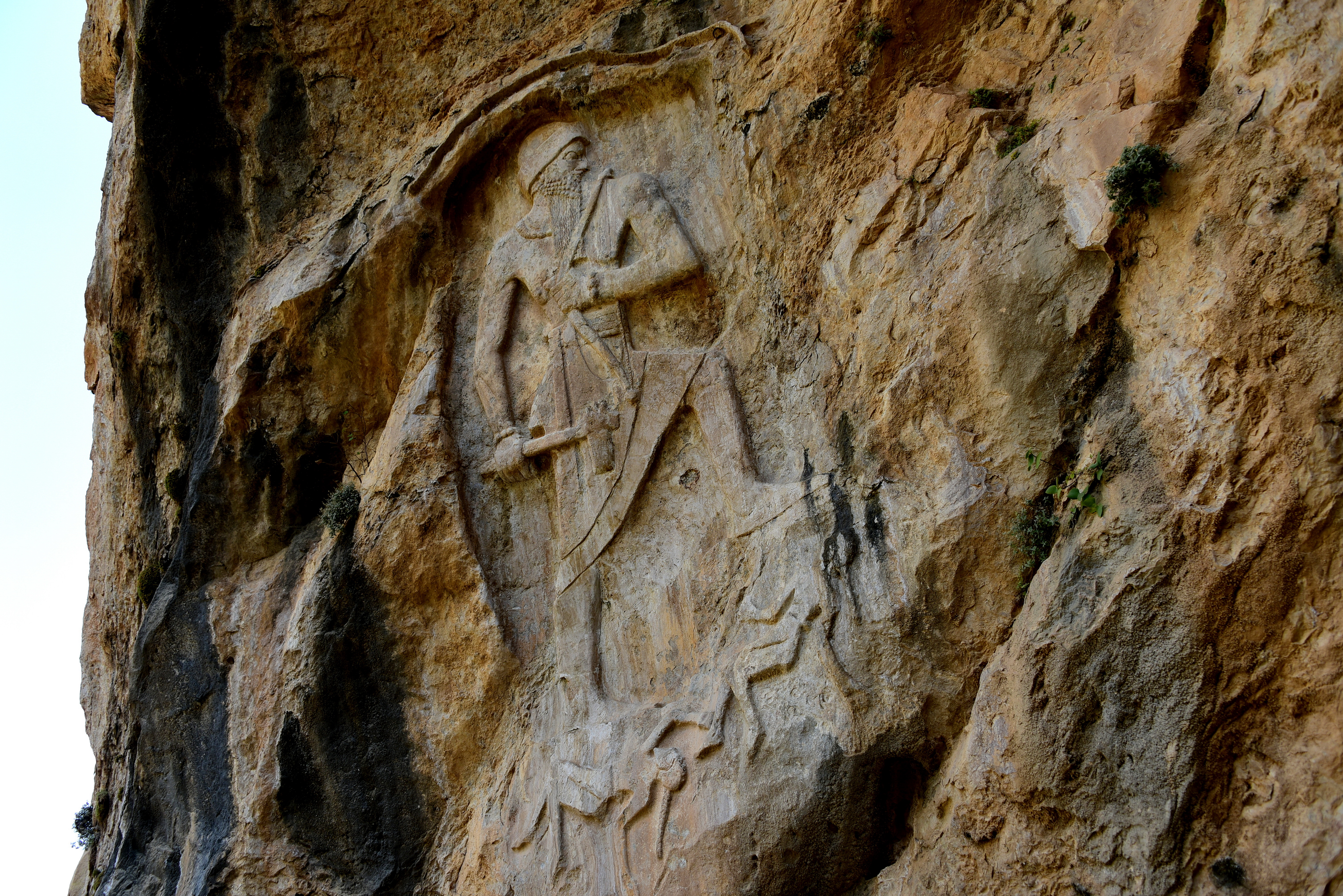
سنگ نگاره نارام سین آکدی در کوه های قره داغ، سلیمانیه عراق

## یادداشت
1. ↑  Harmanşah (2014), 5–6
2. ↑  Harmanşah (2014), 5–6; Canepa, 53